# Списак позивних бројева у Босни и Херцеговини
Ово је списак позивних бројева у Босни и Херцеговини. Међународни позивни број за БиХ је +387.

### Република Српска
| Мрежна група | Позивни број | Општине                                                                     |
| ------------ | ------------ | --------------------------------------------------------------------------- |
| Мркоњић Град | 050          | Мркоњић Град, Рибник, Шипово, Дринић                                        |
| Бања Лука    | 051          | Бања Лука, Градишка, Кнежево, Котор Варош, Лакташи, Србац, Челинац, Прњавор |
| Приједор     | 052          | Козарска Дубица, Нови Град, Костајница, Приједор, Оштра Лука                |
| Добој        | 053          | Дервента, Станари, Добој, Модрича, Теслић                                   |
| Шамац        | 054          | Шамац                                                                       |
| Бијељина     | 055          | Бијељина, Лопаре, Угљевик                                                   |
| Зворник      | 056          | Братунац, Власеница, Милићи, Сребреница                                     |
| Пале         | 057          | Калиновик, Пале, Соколац, Хан Пијесак, Источно Сарајево                     |
| Фоча         | 058          | Вишеград, Рогатица, Рудо, Фоча, Чајниче                                     |
| Требиње      | 059          | Берковићи, Билећа, Гацко, Љубиње, Невесиње, Требиње                         |

### Брчко Дистрикт
Позивни број Брчко дистрикта, који покрива територију прератне општине Брчко, је 049.

### Федерација Босне и Херцеговине
| Кантон                              | Позивни број | Општине |
| ----------------------------------- | ------------ | --- |
| Кантон 1 (Унско-сански)             | 037          | Бихаћ, Босанска Крупа, Босански Петровац, Бужим, Велика Кладуша, Кључ, Сански Мост, Цазин                               |
| Кантон 2 (Посавски)                 | 031          | Орашје, Оџак |
| Кантон 3 (Тузлански)                | 035          | Бановићи, Добој Исток, Градачац, Грачаница, Живинице, Калесија, Кладањ, Лукавац, Сапна, Сребреник, Теочак, Тузла, Челић |
| Кантон 4 (Зеничко-добојски)         | 032          | Бреза, Вареш, Високо, Добој Југ, Жепче, Завидовићи, Зеница, Какањ, Маглај, Олово, Тешањ, Усора                          |
| Кантон 5 (Босанско-подрињски)       | 038          | Горажде |
| Кантон 6 (Средњобосански)           | 030          | Бугојно, Бусовача, Витез, Горњи Вакуф, Добретићи, Доњи Вакуф, Кисељак, Крешево, Нови Травник, Травник, Фојница, Јајце   |
| Кантон 7 (Херцеговачко-неретвански) | 036          | Јабланица, Коњиц, Мостар, Неум, Прозор, Равно, Столац, Чапљина, Читлук                                                  |
| Кантон 8 (Западнохерцеговачки)      | 039          | Груде, Љубушки, Посушје, Широки Бријег                                                                                  |
| Кантон 9 (Сарајево)                 | 033          | Хаџићи, Илиџа, Илијаш, Сарајево, Трново, Вогошћа                                                                        |
| Кантон 10 (Херцегбосански кантон)   | 034          | Босанско Грахово, Дрвар, Гламоч, Купрес, Ливно, Томиславград                                                            |

### Мобилна телефонија
| Број | Мрежа     |
| ---- | --------- |
| 060  | BH mobile |
| 061  | BH mobile |
| 062  | BH mobile |
| 063  | ERONET    |
| 064  | Haloo     |
| 065  | m:tel     |
| 066  | m:tel     |
| 067  | Novotel   |

### Позивни бројеви у Југославији
| Позивни број | Град      |
| ------------ | --------- |
| 070          | Јајце     |
| 071          | Сарајево  |
| 072          | Зеница    |
| 073          | Горажде   |
| 074          | Добој     |
| 075          | Тузла     |
| 076          | Брчко     |
| 077          | Бихаћ     |
| 078          | Бања Лука |
| 079          | Приједор  |
| 080          | Ливно     |
| 088          | Мостар    |
| 089          | Требиње   |